# كارلوس كوربيلو
كارلوس كوربيلو (بالفرنسية: Carlos Curbelo)‏ هو لاعب كرة قدم فرنسي في مركز الدفاع، ولد في 28 أبريل 1954 في سان خوسيه دي مايو ‏ في الأوروغواي. شارك مع منتخب فرنسا ب لكرة القدم ‏ ومنتخب فرنسا لكرة القدم. أما مع النوادي، فقد لعب مع إي أس نانسي ونادي نيس.

## وصلات خارجية
- كارلوس كوربيلو على موقع قاعدة بيانات كرة القدم.إي يو (الإنجليزية)
- كارلوس كوربيلو على موقع ليكيب (الفرنسية)
- كارلوس كوربيلو على موقع ناشيونال فوتبول تيمز (الإنجليزية)
- كارلوس كوربيلو على موقع عالم كرة القدم.نت (الإنجليزية)